# Mieso (Éthiopie)
Pour les articles homonymes, voir Mieso.
Mieso est une ville d'Éthiopie, située dans la zone Mirab Hararghe de l’État régional Oromia.

## Géographie
Mieso est une ville du centre-est de l'Éthiopie. C'est la ville principale du woreda de Mieso dans la région Oromia. Elle se trouve à 9° 14′ 05″ N, 40° 45′ 20″ E et à 1 394 mètres d'altitude environ.

## Démographie
En 2005, selon les estimations de l'Agence centrale de statistique, Mieso compte 10 328 habitants, dont 51,72 % d'hommes et 48,28 % de femmes. Le recensement national de 1994 donne une proportion de 50,22 % d'hommes et 49,78 % de femmes.
| 1994  | 2005   |
| ----- | ------ |
| 5 769 | 10 328 |

## Histoire
Des fouilles, menées à Mieso, par le Centre national de recherches sur l'évolution humaine de l'université autonome de Barcelone (Espagne), ont permis de mettre au jour des fossiles et des outils de pierre. Une des premières mentions de Mieso remonte à 1907, lorsque la délégation allemande de Friedrich Rosen passe par Mieso, cette année-là, sur le chemin de la côte. En 1916, Lidj Yasou et ses troupes, rentrant à Addis-Abeba pour faire face au coup d'État qui lui a coûté son trône, est défait et repoussé, près de Mieso, en octobre 1916, par une armée dirigée par une demi-douzaine de notables shewans. Au cours de l'occupation italienne, une mosquée est construite, pour la communauté musulmane locale. 
Le 5 janvier 2001, le déraillement, près de Mieso, d'un train en direction d'Addis-Abeba fait 13 morts et 19 blessés légers. Le train se renverse et se brise en trois parties. Un certain nombre de personnes se déplacent illégalement dans les wagons de fret, lorsque l'accident se produit. 
De nombreux conflits entre les autochtones Oromos et les Somaliens suivent, à Mieso, le référendum d'octobre 2004, établissant la frontière contestée entre l'Oromia et les régions somaliennes. 2 500 personnes déplacées cherchent refuge à Mieso, en décembre 2004. Les Organisations non gouvernmentales travaillant dans la région rapportent des conflits jusqu'au 14 juillet 2005. 

## Administration
Mieso fait partie du fuseau horaire Heure d'Afrique orientale (UTC+3).

## Transports
Dans les années 1930, une route, reliant Mieso et Asebe Teferi, est construite. Mieso devient alors la principale gare ferroviaire de la ligne de chemin de fer Addis-Abeba-Djibouti, sur le tronçon Dire Dawa-Awash.

## Économie
Mieso est reliée au réseau de téléphonie mobile en mai 2009.